# Carlos Alberto Parreira
Carlos Alberto Gomes Parreira (født 27. februar 1943 i Rio de Janeiro, Brasilien) er en brasiliansk træner, der som træner for Brasiliens landshold vandt guld ved VM i 1994. Han vandt også Copa América 2004 og Confederations Cup 2005 med holdet.
Parreira fik sit første trænerjob i 1967 og har siden da haft trænerjob hos adskillige klub- og landshold. Han har ført både Kuwait, Emiraterne, Brasilien (2 gange), Saudi-Arabien og Sydafrika til VM. På klubplan har han stået i spidsen for blandt andet Valencia CF, Fenerbahçe og Internacional